# Drwęca (powiat iławski)
Drwęca – osada leśna w Polsce położona w województwie warmińsko-mazurskim, w powiecie iławskim, w gminie Iława.
W latach 1975–1998 miejscowość należała administracyjnie do województwa olsztyńskiego.
Osada położona jest nad rzeką Drwęcą, od której wzięła swoją nazwę.